# Edward Banaszak
Edward Banaszak (ur. 7 stycznia 1892 w Samostrzelu, zm. 23 listopada 1977 w Szczecinie) – pułkownik piechoty Wojska Polskiego, kawaler Orderu Virtuti Militari.

## Życiorys
Syn Jana, urzędnika ziemskiego w Samostrzelu i Marianny z Kuplerskich. Uczył się w szkole obywatelskiej w Poznaniu, następnie na dwuletnim kursie w Łobżenicy, a od 1908 roku w seminarium nauczycielskim w Kcyni. W styczniu 1912 roku zdał egzamin nauczycielski i rozpoczął nauczanie w Łosośnikach i Królikowie k. Szubina. Po wybuchu I wojny światowej został wcielony 24 sierpnia 1914 roku do niemieckiego 49 pułku piechoty w Gnieźnie. Walczył na froncie rosyjskim i zachodnim w składzie 212 pułku piechoty. 15 stycznia 1917 roku ukończył kurs oficerski w Biedrusku. Walcząc na froncie zachodnim, 15 kwietnia 1918 roku pod Hainvillers (Francja) został ranny, a 10 października 1918 roku zakażony gazem pod Juvin (Francja). Do 9 listopada 1918 roku przebywał w Królewcu na leczeniu szpitalnym. Był dwukrotnie odznaczony niemieckim Krzyżem Żelaznym I i II klasy oraz przedstawiony do Orderu Hohenzollernów (Hohenzolern Hausorder).
W rodzinne strony powrócił po wyleczeniu i od grudnia 1918 roku brał udział w powstaniu wielkopolskim, podczas którego organizował oddziały powstańcze i rozbrajał Niemców m.in. w Budzyniu, Szubinie, Rymarzewie. Dowodził oddziałami działającymi w rejonie Prochnowo – Sułaszewo – Witkowice i podczas zajmowania Margonina. Za walki powstańcze został odznaczony Krzyżem Walecznych. Przyjęty „formalnie” na stanowisko oficera sądowego 1 pułku rezerwowego Strzelców Wielkopolskich (późniejszy 10 pułk Strzelców Wielkopolskich) z dniem 9 stycznia 1919 roku. Był dowódcą kompanii ckm, a od 24 marca 1919 roku oficerem sądowym. Uczestniczył z pułkiem w odsieczy Lwowa oraz w walkach polsko-ukraińskich pod Brodami, Husiatyniem, Zbarażem i Podwołoczyskami. Powrócił do Wielkopolski i skierowany został na południowy odcinek walk powstańczych. 25 listopada 1919 roku został dowódcą II batalionu 10 pułku Strzelców Wielkopolskich. Z pułkiem w lutym 1920 roku został przerzucony na front polsko-bolszewicki. walczył na szlaku Mołodeczno – Lida – Mosty – Brańsk – Modlin. Odznaczony Krzyżem Walecznych za odwagę podczas polskiego uderzenia w rejonie Nasielska, gdzie: „w silnym ogniu nieprzyjaciela, pomiędzy cofającymi się żołnierzami zachęcając do walki uderzył na czele trzech kompanii. Nie tylko utrzymał własne pozycje, lecz rozbił tam nieprzyjaciela”. Zastępował dowódcę pułku podczas polskiej ofensywy. W lipcu 1920 roku brał udział w walkach o Pułtusk, Augustów i Suwałki. 14 października 1920 roku został zweryfikowany z dniem 1 kwietnia 1920 roku w stopniu kapitana, w piechocie, w grupie oficerów byłej armii niemieckiej. Po zakończeniu działań wrócił z pułkiem do Biedruska. 30 grudnia 1920 roku przekazał dowodzenie. Od 30 grudnia 1920 roku dowódca i organizator batalionu szkolnego 17 Wielkopolskiej Dywizji Piechoty w Biedrusku. Od 28 lutego 1921 roku uczestniczył w kursie informacyjnym dla wyższych dowódców przy Dowództwie Okręgu Generalnego w Poznaniu, a od 16 kwietnia 1921 roku dowodził batalionem rezerwowym DOGen. w Poznaniu. Od 4 sierpnia 1921 roku dowódca II batalionu 68 pułku piechoty we Wrześni, a w październiku tegoż roku przeniesiony został na stanowisko oficera sztabowego dowództwa 17 Wielkopolskiej Dywizji Piechoty. W tym okresie współpracował z Misją Francuską w Poznaniu. Od 24 kwietnia 1922 roku zastępował Szefa Oddziału III DOK nr VII w Poznaniu. Przeniesiony w październiku 1922 roku do 55 Poznańskiego pułku piechoty w Lesznie, a w styczniu 1923 roku był przydzielony na stanowisko dowódcy Wielkopolskiego batalionu szkolnego piechoty w Śremie. Od 6 stycznia do 21 kwietnia 1923 roku był w Doświadczalnym Centrum Wyszkolenia w Rembertowie na kursie dowódców batalionów. 10 maja 1923 roku ponownie objął dowództwo batalionu szkolnego w Śremie (przemianowany później na Batalion Podchorążych Rezerwy Piechoty Nr 7). 23 stycznia 1928 roku został awansowany na podpułkownika. 17 sierpnia 1928 roku został przeniesiony do Korpusu Ochrony Pogranicza na stanowisko dowódcy batalionu. Dowódca Okręgu Korpusu Nr VII w Poznaniu, generał dywizji Kazimierz Dzierżanowski, w rozkazie pożegnalnym napisał: „dzięki swym zdolnościom umysłowym i swej obowiązkowości oraz energii w służbie położył dużo zasług, zwłaszcza w dziedzinie organizacji i wyszkolenia. [...] okazując specjalne zdolności wychowawcze i wyszkoleniowe w przygotowaniu kandydatów na oficerów rezerwy, wywiązał się na tym stanowisku ku zupełnemu zadowoleniu swych przełożonych”. 23 sierpnia przydzielony na stanowisko dowódcy 29 batalionu KOP w Suwałkach. 25 czerwca 1929 roku przeniesiony na stanowisko dowódcy 26 batalionu KOP w Żytyniu. Po przekazaniu dowództwa 6 lipca, opuścił Suwałki. 8 maja 1931 roku przeniesiony na stanowisko zastępcy dowódcy 79 pułku piechoty w Słonimiu. 20 października 1931 oku poślubił Irenę Marię Majerowicz.
4 lipca 1935 roku ogłoszono jego przeniesienie do 81 pułku Strzelców Grodzieńskich w Grodnie na stanowisko dowódcy pułku. Dowództwo objął 23 lipca 1935 roku. Na pułkownika został awansowany ze starszeństwem z 19 marca 1938 i 5. lokatą w korpusie oficerów piechoty. Za zasługi dla wojskowości był odznaczony: Krzyżem Kawalerskim Orderu Odrodzenia Polski, Złotym Krzyżem Zasługi oraz węgierską Komandorią Krzyża Zasługi.
W kampanii wrześniowej 1939 roku w Zgrupowaniu płk. Tadeusza Pełczyńskiego dowodził 81 pułkiem Strzelców Grodzieńskich, m.in. w walkach pod Piotrkowem Trybunalskim, Nowym Miastem, Przysuchą. 12 września dowodzony przez niego pułk został rozbity. 2 października w rejonie Warki nad Pilicą dostał się do niewoli niemieckiej. Początkowo przebywał w jenieckich obozach przejściowych w Radomiu i Wrocławiu, później w Oflagach IX C Lamsdorf, XI B Braunschweig, a od 17 października 1939 roku w Oflagu IV B Königstein w Saksonii, gdzie został osadzony w kazamatach twierdzy. Od 5 czerwca 1940 roku przebywał w Oflagu VII A Murnau, gdzie uczestniczył w konspiracji obozowej jako zastępca dowódcy Legii Oficerskiej. Uwolniony w maju 1945 roku przez wojska alianckie, przebywał na Zachodzie. W sierpniu 1947 roku poprzez Francję i Wielką Brytanię powrócił do kraju. Od 1948 roku mieszkał w Szczecinie, gdzie pracował w firmie „Warrant” i (przed emeryturą w 1958 roku) w Miejskim Przedsiębiorstwie Remontowo-Budowlanym nr 1. Pochowany w rodzinnym grobowcu na cmentarzu w Wysocku Wielkim.
Od 20 października 1931 roku był mężem Ireny Marii Majerowicz (1909–1967), z którą miał syna Andrzeja Marię Jerzego (ur. 1932).

## Awanse
- Porucznik – 30 marca 1919 roku
- Kapitan – 14 października 1920 roku zweryfikowany z dniem 1 kwietnia 1920 roku
- Major – w 1921 roku
- Podpułkownik – 23 stycznia 1928 roku ze starszeństwem z dniem 1 stycznia 1928 roku i 65. lokatą w korpusie oficerów piechoty[11]
- Pułkownik – ze starszeństwem z dniem 19 marca 1938 roku

## Ordery i odznaczenia
- Krzyż Srebrny Orderu Wojskowego Virtuti Militari nr 4524[12] (18 lutego 1922)
- Krzyż Kawalerski Orderu Odrodzenia Polski (dwukrotnie: 11 listopada 1937[13], 18 grudnia 1968)
- Krzyż Walecznych (dwukrotnie: 21 lipca 1920, 21 listopada 1920)
- Złoty Krzyż Zasługi (19 marca 1935)[14][15]
- Wielkopolski Krzyż Powstańczy (19 lipca 1960)
- Medal Pamiątkowy za Wojnę 1918–1921 (1928)
- Medal Dziesięciolecia Odzyskanej Niepodległości (1928)
- Węgierski Krzyż Zasługi (Węgry, 16 marca 1939)
- Krzyż Żelazny I i II klasy